# Дом № 11/14 по Большой Полянке
Дом № 11/14 по Большой Полянке — здание-достопримечательность в Москве.
Знаменит тем, что это главный дом усадьбы Нащокиных.
Дом — нежилой.
Находится в реестре недвижимого культурного наследия города Москвы.
Площадь 1079 квадратных метров.

## Географическое расположение
Располагается в районе Якиманка, в ЦАО, в Москве.
Исторически территория принадлежит Замоскворечью.
Находится по адресу улица Большая Полянка дом 11/14 строение 1.

## История
В XVIII веке являлся главным домом усадьбы К. Г. Нащокиной.
В этом доме родился в 1801 году и проживал до 1814 года Павел Воинович Нащокин, общественный деятель. Он близко дружил с А. С. Пушкиным.
Стоит отметить, что в 1812 году этот дом не пострадал от пожара.
В 1912 году здание перестроено.
30 декабря 1997 года утверждён в качестве памятника, по причине 200-летия со дня рождения Пушкина.
19 апреля 2008 года перед зданием прошёл митинг студентов Южной Осетии и Абхазии. Требовали независимости своих республик от Грузии.
На данный момент, 2015 год, здание отремонтировано. В этом доме размещается резиденция посла Еврокомиссии в России.

## Архитектура
На боковых стенах видны отделки палат времён 18 века.
Стиль барокко и часть классицизма.
В здании 3 этажа.